# Tephroniopsis geometridalis
Tephroniopsis geometridalis är en fjärilsart som beskrevs av Hans Georg Amsel 1961. Tephroniopsis geometridalis ingår i släktet Tephroniopsis och familjen Tineodidae. Inga underarter finns listade i Catalogue of Life.